# Досон (Северна Дакота)
Досон (енгл. Dawson) град је у америчкој савезној држави Северна Дакота.

## Демографија
По попису из 2010. године број становника је 61, што је 14 (-18,7%) становника мање него 2000. године.
| Група             | 2000.       | 2010.      |
| Белци             | 75 (100,0%) | 56 (91,8%) |
| Афроамериканци    | 0 (0,0%)    | 0 (0,0%)   |
| Азијати           | 0 (0,0%)    | 0 (0,0%)   |
| Хиспаноамериканци | 0 (0,0%)    | 5 (8,2%)   |
| Укупно            | 75          | 61         |